# Dragon Ball: Raging Blast
Dragon Ball: Raging Blast (ドラゴンボール レイジングブラスト?, Doragon Bōru Reijingu Burasuto) è un videogioco picchiaduro ad incontri, primo capitolo della serie Raging Blast. Sviluppato da Spike, è stato pubblicato in Italia da Bandai nell'autunno 2009.
Il titolo ha poi conosciuto un sequel nel 2010, Dragon Ball: Raging Blast 2.

## Innovazioni
Pur avendo ripreso meccaniche e mappe di gioco (cui viene aggiunta una caverna assente in precedenza) dalla trilogia Budokai Tenkaichi, il primo numero della nuova serie vanta una miglior realizzazione grafica — avvicinando tale aspetto ai canoni della controparte animata— e l'opportunità di ritoccare i parametri dei personaggi: questi hanno a disposizione nuove mosse speciali e combo, con gli ambienti di gioco sempre distruttibili.
La colonna sonora proprone invece musiche inedite.

## Modalità di gioco
Il gioco dispone delle seguenti modalità:
- Collezione battaglie del drago[5]: modalità Storia basata sui canoni di Budokai Tenkaichi[2], con la possibilità di rinvenire sfere magiche ed ottenerne il possesso al superamento dello scenario.[2] Gli intrecci della trama possono contribuire a generare una serie di scontri alternativi, mai avvenuti nell'anime.[2]
  - Saga dei Saiyan
  - Saga di Freezer
  - Saga degli Androidi
  - Saga di Majin Bu
  - Saga alternativa
- Duello: permette di compiere scontri singoli oppure a squadra, durante i quali sono disponibili attacchi collettivi speciali eseguibili una sola volta.[2]
  - Giocatore 1 vs. computer
  - Giocatore 1 vs. giocatore 2
  - Computer vs. computer
- Torneo:
  - Torneo mondiale
  - Gioco di Cell
- Super prova di combattimento: contiene un gruppo di missioni da affrontare in singolo.[2]
  - Arcade
  - Ricerca delle sfere magiche
  - Battaglia a tempo
  - Battaglia a squadre
  - Battaglia a punti
  - Attacco da KO
  - Attacco distruttivo
  - Punching ball
- Dojo: modalità d'allenamento dei personaggi.[2]
- Battaglia on-line: modalità di gioco in rete.[2]
  - Torneo con 16 partecipanti
  - Combattimento singolo (1 contro 1)
  - Combattimento a squadre
  - Modalità spettatore
- Museo:
  - Illustrazione personaggi
  - Archivio dei brani musicali

## Personaggi giocabili
Di seguito è riportata la lista dei 73 personaggi giocabili, con le forme alternative indicate tra parentesi quadre.
- Goku  [ Super Saiyan; Super Saiyan 2; Super Saiyan 3 ]
- Gohan bambino
- Gohan ragazzo [ Super Saiyan ;  Super Saiyan 2 ]
- Gohan [ Super Saiyan ;  Super Saiyan 2 ]
- Piccolo
- Crilin
- Yamcha
- Tenshinhan
- Jiaozi
- Vegeta (Scouter)
- Vegeta [ Super Saiyan ; Super Vegeta;  Super Saiyan 2 ]
- Vegeta [ Majin ]
- Trunks (con spada)  [ Super Saiyan ]
- Trunks ragazzo [ Super Saiyan ; Super Trunks ]
- Trunks bambino [ Super Saiyan ]
- Goten [ Super Saiyan]
- Gotenks [ Super Saiyan ;  Super Saiyan 3 ]
- Vegeth [ Super Vegeth ]
- Videl
- Bardak
- Radish
- Nappa
- Zarbon [ trasformazione ]
- Dodoria
- Capitano Ginew
- Rekoom
- Burter
- Jeeth
- Guldo
- Freezer [ 1ª trasformazione; 2ª trasformazione; 3ª trasformazione; corpo perfetto; massima potenza ]
- Androide N° 16
- Androide N° 17
- Androide N° 18
- Androide N° 19
- Dr. Gelo
- Cell [ 1ª trasformazione; 2ª trasformazione; forma perfetta; Cell perfetto ]
- Majin Bu
- Super Bu [ - ; dopo assorbimento di Gotenks; dopo assorbimento di Gohan ]
- Kid Bu
- Broly [ Super Saiyan; Super Saiyan leggendario ]
- Super Gogeta
- Vegeta [ Super Saiyan 3 ]
- Broly [ Super Saiyan 3 ]

## Limited Edition
La Limited Edition (o Collector Edition) di Dragon Ball: Raging Blast è stata annunciata da Namco Bandai Games Europe l'8 ottobre 2009 ed è stata lanciata in Europa e nelle altre regioni PAL in contemporanea con la versione standard.

È composta da:
- 1 custodia in acciaio;
- 1 artbook di 52 pagine;
- 1 codice per scaricare il DLC "Raging Blast pack edizione limitata";
- 1 disco di gioco;
- 1 CD con la colonna sonora originale del gioco.[6]

## Colonna sonora
Per il gioco sono state fatte 30 tracce sonore. La composizione è stata affidata a Kenji Yamamoto.
1. Raging Blast
2. Tracking Dragon Ball
Ricerca della Sfera del Drago
3. Victory Road
Strada verso la vittoria
4. The warriors
I guerrieri
5. Awakenings
Risvegli
6. The Pursuit Of Truth
Alla ricerca della verità
7. Beginning To The Story
Gli albori
8. Brief Rest
Breve riposo
9. Tracking Dragon Ball
Urlo del Drago
10. The Heat
Ardore
11. Hot Feeling
Sensazione di calore
12. Aftermath
I postumi
13. Tense Atmosphere
Atmosfera tesa
14. Faint In Agony
Agonizzante
15. Sparking
Scintillio
16. Fate Scrapes
Ineluttabile destino
17. Explosion
Esplosione
18. Nemesis
Nemesi
19. Perseverance
Perseveranza
20. Schemer
Cospirazione
21. Expectation
Attesa
22. Edge Of The Fist
Pugno decisivo
23. A Moment
Un attimo
24. Super sonic
Super sonico
25. Demolition Man
Il distruttore
26. Fire Fight
Lotta incandescente
27. Always Forever Now
Ora e per sempre
28. Final Confrontation
Scontro finale
29. PROGRESSION
PROGRESSIONE
30. PROGRESSION (strumentale)
PROGRESSIONE (instrumental)

### Compositori
- Kenji Yamamoto
- Hironobu Kageyama

## Doppiaggio
Il doppiaggio originale è rimasto uguale a quello dei capitoli precedenti, mentre in quello americano sono stati inseriti tre nuovi doppiatori dei rispettivi Jiaozi, Dodoria e Cell.
Qui di seguito è elencata la lista dei doppiatori giapponesi e americani del gioco.
| Personaggio                  | Doppiatore giapponese | Doppiatore americano |
| ---------------------------- | --------------------- | -------------------- |
| Goku                         | Masako Nozawa         | Sean Schemmel        |
| Gohan bambino                | Masako Nozawa         | Stephanie Nadolny    |
| Gohan ragazzo                | Masako Nozawa         | Stephanie Nadolny    |
| Gohan adolescente            | Masako Nozawa         | Kyle Hebert          |
| Goten                        | Masako Nozawa         | Kara Edwards         |
| Bardak                       | Masako Nozawa         | Sonny Strait         |
| Piccolo                      | Toshio Furukawa       | Christopher Sabat    |
| Crilin                       | Mayumi Tanaka         | Sonny Strait         |
| Vegeta                       | Ryo Horikawa          | Christopher Sabat    |
| Trunks                       | Takeshi Kusao         | Eric Vale            |
| Trunks bambino               | Takeshi Kusao         | Laura Bailey         |
| Yamcha                       | Toru Furuya           | Christopher Sabat    |
| Tenshinhan                   | Hikaru Midorikawa     | John Burgmeier       |
| Androide Nº 16               | Hikaru Midorikawa     | Jeremy Inman         |
| Jiaozi                       | Hiroko Emori          | Brina Palencia       |
| Bulma                        | Hiromi Tsuru          | Tiffany Vollmer      |
| Mr. Satan                    | Unsyo Ishizuka        | Chris Rager          |
| Videl                        | Yuko Minaguchi        | Kara Edwards         |
| Re Kaioh                     | Jōji Yanami           | Sean Schemmel        |
| Babidy                       | Jōji Yanami           | Bill Townsley        |
| Narratore                    | Jōji Yanami           | Kyle Hebert          |
| Kaiohshin                    | Yūji Mitsuya          | Kent Williams        |
| Kibitoshin                   | Yūji Mitsuya          | Kent Williams        |
| Vecchio Kaioh                | Isamu Tanonaka        | Kent Williams        |
| Shenron                      | Kenji Utumi           | Christopher Sabat    |
| Presentatore Torneo Mondiale | Kenji Utumi           | Eric Vale            |
| Telecronista                 | Yukimasa Kishino      | John Swasey          |
| Radish                       | Shigeru Chiba         | Justin Cook          |
| Nappa                        | Tetsu Inada           | Phil Parsons         |
| Dodoria                      | Takashi Nagasako      | Mike McFarland       |
| Zarbon                       | Hiroaki Miura         | Christopher Sabat    |
| Guldo                        | Yasuhiro Takato       | Bill Townsley        |
| Rekoom                       | Seiji Sasaki          | Christopher Sabat    |
| Burter                       | Masaya Onosaka        | Christopher Sabat    |
| Jeeth                        | Daisuke Kishio        | Christopher Sabat    |
| Capitano Ginew               | Katuyuki Konishi      | Brice Armstrong      |
| Freezer                      | Ryusei Nakao          | Linda Young          |
| Androide Nº 17               | Shigeru Nakahara      | Chuck Huber          |
| Androide Nº 18               | Miki Itou             | Meredith McCoy       |
| Androide Nº 19               | Yukitoshi Hori        | Todd Haberkorn       |
| Dr. Gelo                     | Koji Yada             | Kent Williams        |
| Cell                         | Norio Wakamoto        | Travis Willingham    |
| Majin Bu                     | Kouzou Shioya         | Josh Martin          |
| Kid Bu                       | Kouzou Shioya         | Josh Martin          |
| Super Bu                     | Kouzou Shioya         | Justin Cook          |
| Broly                        | Bin Shimada           | Vic Mignogna         |

## Contenuti aggiuntivi
Il 10 dicembre 2009, Namco Bandai Games Europe ha confermato la distribuzione, ogni due settimane, di una serie di pack gratuiti contenenti personaggi potenziati. Questi 11 pack vanno ad aggiungersi a quello contenuto nella Limited Edition. Di seguito, la lista completa dei pack:
| Nome                                           | Data di uscita   | Descrizione |
| ---------------------------------------------- | ---------------- | --- |
| Pack Dragon Ball: Guerrieri sulla Terra        | 26 novembre 2009 | Contiene Crilin, Yamcha, Tenshinhan e Jiaozi.                                                                          |
| Dragon Ball: Alien Warriors Pack               | 10 dicembre 2009 | Contiene Vegeta (Scouter), Radish, Nappa, Zarbon e Dodoria.                                                            |
| Pack Dragon Ball: Squadra Ginew                | 24 dicembre 2009 | Contiene il Capitano Ginew, Rekoom, Burter, Jeeth e Guldo.                                                             |
| Pack Dragon Ball: Androidi                     | 7 gennaio 2010   | Contiene Androide N° 16, Androide N° 17, Androide N° 18, Androide N° 19 e Dr. Gelo.                                    |
| Pack Dragon Ball: Combattenti per la giustizia | 21 gennaio 2010  | Contiene Gohan bambino, Gohan, Trunks bambino, Goten e Videl.                                                          |
| Pack Dragon Ball: Guerrieri resuscitati        | 4 febbraio 2010  | Contiene Majin Bu, Kid Bu, Broly, Super Gogeta e Broly [ Super Saiyan 3 ].                                             |
| Pack Dragon Ball: Saiyan                       | 18 febbraio 2010 | Contiene Vegeta [ Majin ], Trunks (ragazzo comb.), Vegeth, Bardak e Vegeta [ Super Saiyan 3 ].                         |
| Pack Dragon Ball: Guerrieri supremi 1          | 4 marzo 2010     | Contiene Goku, Gohan ragazzo, Piccolo, Bardak e Super Gogeta.                                                          |
| Pack Dragon Ball: Guerrieri supremi 2          | 18 marzo 2010    | Contiene Vegeta [ Majin ], Freezer [ 1ª trasformazione ], Androide N° 17, Androide N° 18 e Cell [ 1ª trasformazione ]. |
| Pack Dragon Ball: Guerrieri supremi 3          | 1º aprile 2010   | Contiene Vegeta (Scouter), Vegeta, Trunks (spada), Vegeth e Vegeta [ Super Saiyan 3 ].                                 |
| Pack Dragon Ball: Guerrieri supremi 4          | 15 aprile 2010   | Contiene Majin Bu, Super Bu, Kid Bu, Broly e Broly [ Super Saiyan 3 ].                                                 |

## Accoglienza
| Testata                            | Versione | Giudizio |
| ---------------------------------- | -------- | -------- |
| GameRankings (media al 30-01-2020) | PS3      | 60.37%   |
| GameRankings (media al 30-01-2020) | X360     | 57.86%   |
| Metacritic (media al 30-01-2020)   | PS3      | 57/100   |
| Metacritic (media al 30-01-2020)   | X360     | 56/100   |
| Famitsū                            | Tutte    | 33/40    |
| Game Revolution                    | PS3      | [ 13 ]   |
| GameSpot                           | X360     | 6/10     |
| GamesRadar+                        | Tutte    | [ 15 ]   |
| IGN)                               | Tutte    | 6.2/10   |
| 3DJuegos                           | PS3      | 6/10     |
| Vandal                             | Tutte    | 6.6/10   |

Dragon Ball: Raging Blast  Nella sua prima settimana d'uscita, la versione PS3 ha venduto 58 000 copie in Giappone, rendendolo il terzo gioco più venduto dopo Pokémon Oro HeartGold e Argento SoulSilver. Oltre alle vendite, il gioco ha ricevuto un'accoglienza contrastante dalla critica.